# 대구교육대학교 대구부설초등학교
대구교육대학교 대구부설초등학교는 대한민국 대구광역시 달서구 도원동에 있는 대구교육대학교 산하 국립 초등학교로, 이 학교는 1956년 4월 1일에 경북대구사범학교 부속국민학교로 첫 개교되었다.

## 역사
- 1956년 4월 1일 대구사범학교 부속국민학교로 인가
- 1959년 11월 27일 한국 화교 소학교 직원 전원 본교 방문
- 1962년 4월 5일 아동신문 '초롱' 창간호 발간
- 1962년 3월 1일 경북대학교 병설교육대학 부속국민학교(교명 변경)
- 1963년 3월 1일 대구교육대학 부속국민학교(교명 변경)
- 1964년 9월 10일 푸른하늘교실(관찰교재원) 완성
- 1965년 2월 15일 문예지 '꽃사슴' 창간호 발간
- 1967년 7월 25일 종합교실(향토관) 개관
- 1968년 7월 4일 연못 금잔디 밭 완공
- 1969년 12월 26일 교내 스케이트장 설치
- 1976년 9월 7일 유니셉 교육시찰단 본교 방문
- 1976년 10월 29일 일본 교육시찰단 본교 방문
- 1977년 8월 22일 자유중국 교육시찰단 25명 본교 방문
- 1978년 3월 1일 대구교육대학 대구부속국민학교(교명 변경)
- 1978년 12월 7일 울산국민학교 전 직원 본교 방문(수업 참관)
- 1993년 3월 1일 대구교육대학교 대구부속국민학교로 교명 변경
- 1996년 2월 24일 '꽃사슴 어머니' 창간호 발간
- 1996년 3월 1일 대구교육대학교 대구부속초등학교로 교명 변경
- 1996년 10월 18일 일본 후쿠오카 교육대학 교수단 7명 본교 방문
- 1998년 12월 16일 달서구 도원동 교사로 이전
- 1999년 2월 1일 학교전산망 설치
- 2000년 3월 2일 교복 제정
- 2000년 9월 1일 일본 효고 교육대학 부속소학교와 자매 결연
- 2001년 3월 2일 대구교육대학교 대구부설초등학교로 교명 변경
- 2003년 9월 20일 대구 미국인 학교 보관됨 2020-10-31 - 웨이백 머신와 자매결연
- 2004년 10월 5일 미야기 교육대학 부속소학교 방문단 7명 본교 방문
- 2004년 11월 1일 통학버스 운행 시작
- 2004년 11월 12일 호주 St. Peter Chanel Primary School과 자매결연
- 2006년 11월 22일 꽃사슴 규장각 개관
- 2007년 5월 25일 꽃사슴 국악관현악단 창단
- 2008년 3월 28일 학교홈페이지 전자도서관 구축
- 2008년 9월 22일 영어마을 자매결연 협약
- 2009년 12월 16일 꽃사슴 중창단 창단
- 2012년 9월 18일 일본 효고 교육대학 교수 및 대학원생 본교 방문
- 2012년 9월 21일 대만 핑퉁 교육대학 보관됨 2021-02-20 - 웨이백 머신, 베트남 껀터대학 교수 및 학생 본교 방문
- 2012년 9월 24일 일본 미야기 대학 교수 및 대학원생 본교 방문
- 2012년 12월 4일 Wee 클래스 개설
- 2013년 5월 31일 돌봄교실 설치
- 2014년 4월 1일 꽃사슴 행복길 조성
- 2014년 10월 10일 스마트교실 구축
- 2015년 7월 1일 컴퓨터실 컴퓨터 교체 사업
- 2015년 7월 8일 과학실 현대화 사업
- 2015년 7월 10일 대구교대 글로벌 연수생 연수회 개최
- 2017년 4월 20일 러시아 블라디보스토크 제2학교와 자매 협약
- 2017년 9월 1일 협력학습 초등현장지원센터 개설
- 2017년 9월 5일 싱가포르 공립학교 교직원 방문
- 2017년 10월 26일 제10회 한ㆍ일 교육대학교 총장 포럼 방문단 방문
- 2018년 9월 17일 국립학교 스마트인프라 구축(스마트실, 메이커스페이스)
- 2019년 11월 25일 스포츠 VR체험센터 신설(구급식실)
- 2019년 10월 31일 꿈끼디자인실, 창의융합 과학실, 글로벌 영어실-스마트존 개축
- 2020년 2월 12일 제58회 졸업식(71명, 8,224명)
- 2020년 9월 1일 제15대 김영호 교장 부임
- 2023년 9월 1일 제16대 우원근 교장 부임

## 참고 자료
- 대구교육대학교 대구부설초등학교 - 한국교육학술정보원 학교알리미